# Chamique Holdsclaw
Chamique Shaunta Holdsclaw (ur. 9 sierpnia 1977 w Nowym Jorku) – amerykańska koszykarka występująca  na pozycji skrzydłowej, mistrzyni świata oraz olimpijska.
Podczas swojej kariery akademickiej uzyskała 3025 punktów oraz 1295 zbiórek. Została liderką wszech czasów zarówno drużyny Tennessee Lady Vols, konferencji Southeastern oraz turnieju NCAA w obu tych kategoriach statystycznych.
W czasie występów w WNBA wielokrotnie była wybierana do meczu WNBA All-Star. Od połowy sezonu 2006/07 występowała w PLKK, w zespole TS Wisła Can-Pack Kraków, z którym wywalczyła mistrzostwo ligi. Dzięki świetnej grze została wybrana MVP finałów PLKK. W 2005 roku grała w Hiszpanii, w zespole Ros Casares Walencja. Jej największym sukcesem jest wywalczenie złotego medalu na Igrzyskach Olimpijskich w 2000 roku w Sydney.
Chamique Holdsclaw w czerwcu 2007 podjęła decyzję o zakończeniu kariery sportowej, jednak w lipcu 2007 Lotos Gdynia ogłosił podpisanie kontraktu z zawodniczką. W sezonie 2008/2009 ponownie reprezentowała Wisłę Can-Pack Kraków.
Jest lesbijką. W listopadzie 2012 roku została zatrzymana za próbę kradzieży samochodu (Range Rovera) swojej byłej dziewczyny (Jennifer Lacy), zwolniono ją z aresztu po wpłacie 100 tys. dolarów kaucji. Otrzymała dozór prokuratorski oraz opaskę na nogę.
Borykała się z problemami psychicznymi.

## Osiągnięcia
Na podstawie, o ile nie zaznaczono inaczej.

### NCAA
- Mistrzyni:
  - NCAA (1996, 1997, 1998)
  - turnieju konferencji Southeastern (SEC – 1996, 1998, 1999)
  - sezonu regularnego konferencji SEC (1998, 1999)
- Uczestniczka rozgrywek Elite Eight turnieju NCAA (1996–1999)
- Koszykarka:
  - Roku NCAA:
    - im. Naismitha (1998, 1999)[6]
    - według:
      - United States Basketball Writers Of America (USBWA – 1998, 1999)
      - Associated Press (1998, 1999)

    - dekady lat 90. NCAA im Naismitha (2000)
- Most Outstanding Player (MOP=MVP) turnieju kobiet NCAA (1997, 1998)
- Sportowiec Roku SEC NCAA (1998, 1999)
- Laureatka:
  - Sullivan Award (1998)
  - Honda Award (1997, 1998)
  - Honda-Broderick Cup (1998)
- Zaliczona do:
  - I składu:
    - NCAA Final Four (1996, 1997, 1998)
    - Kodak All-American (1996–1999)

  - składu NCAA Silver Anniversary Team (2006 – grona 25. najlepszych zawodniczek NCAA ostatnich 25 lat)
  - składu 5 najlepszych zawodniczek ostatnich 25 lat konferencji SEC (2006)

### WNBA
- Debiutantka roku WNBA (1999)[7]
- Uczestniczka meczu gwiazd WNBA (1999–2003, 2005)
- Laureatka:
  - Best Female Athlete ESPY Award (1999)
  - Dawn Staley Community Leadership Award (2010)
  - WNBA Peak Performers Award:
    - 2002 w kategorii punktów
    - 2002, 2003 w kategorii zbiórek
- Zaliczona do:
  - II składu WNBA (1999, 2001–2002)
  - składu Honorable Mention przy wyborze WNBA All-Decade Team (2006)
- Liderka:
  - strzelczyń WNBA (2002)[8]
  - WNBA w zbiórkach (2002, 2003)[9]

### Inne
Drużynowe
- Mistrzyni Polski (2007)
- Wicemistrzyni:
  - Hiszpanii (2005)
  - Polski (2008)
- Brąz mistrzostw Polski (2009)
- Zdobywczyni:
  - pucharu Polski (2008, 2009)
  - Superpucharu Polski (2007, 2008)
- Finalistka pucharu Polski (2007)
- Uczestniczka rozgrywek:
  - EuroCup (2009/10)
  - Euroligi (2004/05, 2007–2009)

Indywidualne
- MVP:
  - PLKK (2008)
  - finałów PLKK (2007)
  - Superpucharu Polski (2008)
  - kolejki FGE (2 meczu finałów – 2006/2007)[10]
- Uczestniczka meczu gwiazd:
  - PLKK (2008)[11]
  - Euroligi (2008)

### Reprezentacja
- Mistrzyni:
  - świata (1998)[12]
  - olimpijska (2000 – otrzymała medal, pomimo iż nie mogła wystąpić na parkiecie z powodu kontuzji)[13]
- Wicemistrzyni Ameryki (1997)[14]
- Koszykarka Roku USA Basketball (1997)